# Sérigraphie

Procédé de reproduction sérigraphique.

La sérigraphie (du latin sericum la soie et du grec graphein l’écriture) est une technique d’imprimerie qui utilise des pochoirs (à l'origine, des écrans de soie) interposés entre l’encre et le support. Les supports sur lesquels la sérigraphie est appliquée peuvent être variés (papier, carton, textile, métal, verre, bois, etc.). Le champ d'application de la sérigraphie est très large : signalétique, objets de communication, création artistique, mais aussi confection de circuits imprimés.

## Histoire
La sérigraphie est née en Chine durant la dynastie Song (960-1279). Elle s'est ensuite répandue dans les pays voisins. Si la technique est arrivée en Europe occidentale à la fin du XVIIIe siècle, elle n'y a connu le succès que bien plus tard.

### Véritable phénomène aux États-Unis et en Europe
La forte émigration chinoise vers les États-Unis au XIXe siècle marqua l’entrée de la sérigraphie dans l’ère moderne et favorisa son éclosion outre-Atlantique. L’engouement fut immédiat et la technique se modernisa, sous l’impulsion d’une industrie américaine très performante. Le racloir supplanta le rouleau pour l’application de l’encre et le nylon fit oublier la soie en guise d’écran.
Lors de la Seconde Guerre mondiale, les soldats américains diffusèrent ce procédé très en vogue sur le continent européen. Chaque campement américain comportait un atelier de sérigraphie pour le marquage des véhicules militaires et la signalétique des camps.
De nombreux artistes européens, dont Henri Matisse, furent séduits par ce nouveau mode d’expression. Au cours des années 1960, Andy Warhol, Roy Lichtenstein et Robert Rauschenberg s’adonnèrent sans modération à cette technique et lui donnèrent ses lettres de noblesse. En France, les étudiants contestataires de Mai 68 réalisèrent beaucoup d'affiches sérigraphiques, ce qui marqua fortement l'iconographie de ce moment dans la culture populaire française.
Depuis la fin des années 1970, la sérigraphie demeure très présente dans de nombreuses productions et est utilisée sur tous types de supports : les panneaux signalétiques, les autocollants, les CD, les affiches de concert, les vêtements et les matériels industriels, entre autres, arborent des réalisations et motifs sérigraphiques. Cette technique peut être mise en œuvre sur papier, textile, circuit imprimé, verre, céramique, bois et métal et tout autres supports ou volumes à plat (formes géométriques régulières).

## Spécificités

### Avantages
- Elle autorise un fort dépôt d'encre qui garantit non seulement une couleur intense qui dure dans le temps mais également une bonne opacité.
- Elle est intéressante économiquement même pour de courts tirages (mais l'impression numérique hausse le seuil de rentabilité).

### Inconvénients
- Elle n'autorisait pas l'impression de détails trop fins (généralement pas plus de 120 lpp) avec les encres à solvant, mais ce problème a été résolu lors de la découverte de l'encre UV (qui ne sèche pas dans la maille mais uniquement sous lampe à rayons ultra violets).
- La vitesse d'impression ne dépasse pas les 1 800/h avec une machine à cylindre et 450/h avec une presse à plat, excepté pour certaines unités de sérigraphie montées sur des lignes de finition automatiques qui impriment des corps cylindriques (ampoule pharmaceutique, flacon) à une vitesse pouvant atteindre plus de 6 000/h.

### Comment la reconnaître
- Avec une simple loupe (compte-fils) : aucune trame n'est visible, la couleur est disposée en « aplats ». Il est possible de détecter une impression réalisée en sérigraphie : si l'on observe le bord d'un trait imprimé, et que l'on peut y déceler de légères hachures en zigzag, alors on est très certainement devant une sérigraphie. Le défaut observé est la dent de scie, imperfection provoquée par les mailles du tissu de l'écran pendant l'impression.

## Domaines d'application
La sérigraphie est utilisée pour les objets en volume, des supports non flexibles, ou des supports flexibles tendus, tels qu'un tissu.
Elle permet d'imprimer des motifs de façon répétitive avec une déformation presque imperceptible sur de nombreuses matières, ainsi :
- papier
- tissu
- carton
- bois
- plastiques (PVC, polyéthylène, polypropylène, polystyrène, ABS…)
- métal
- verre
- textiles (coton, nylon, polyester…)

…et bien d'autres encore, dans la mesure où l'encre spécifique existe pour la matière en question.
La sérigraphie est un procédé utilisé principalement dans le domaine des industries graphiques :
- la signalétique (panneaux routiers, tableaux de bord, autocollants…)
- la publicité (affiches, objets, totems…)
- le textile (tee-shirts, casquettes, maillots sportifs…)
- l'électronique (circuit imprimé)...

Il est également possible de faire de la sérigraphie sur des aliments (pâtisserie) : dans ce cas, on utilise du sucre ou des colorants comestibles[réf. souhaitée]..
Enfin, elle est utilisée dans le domaine des beaux-arts et du design graphique.

Matériel de sérigraphie
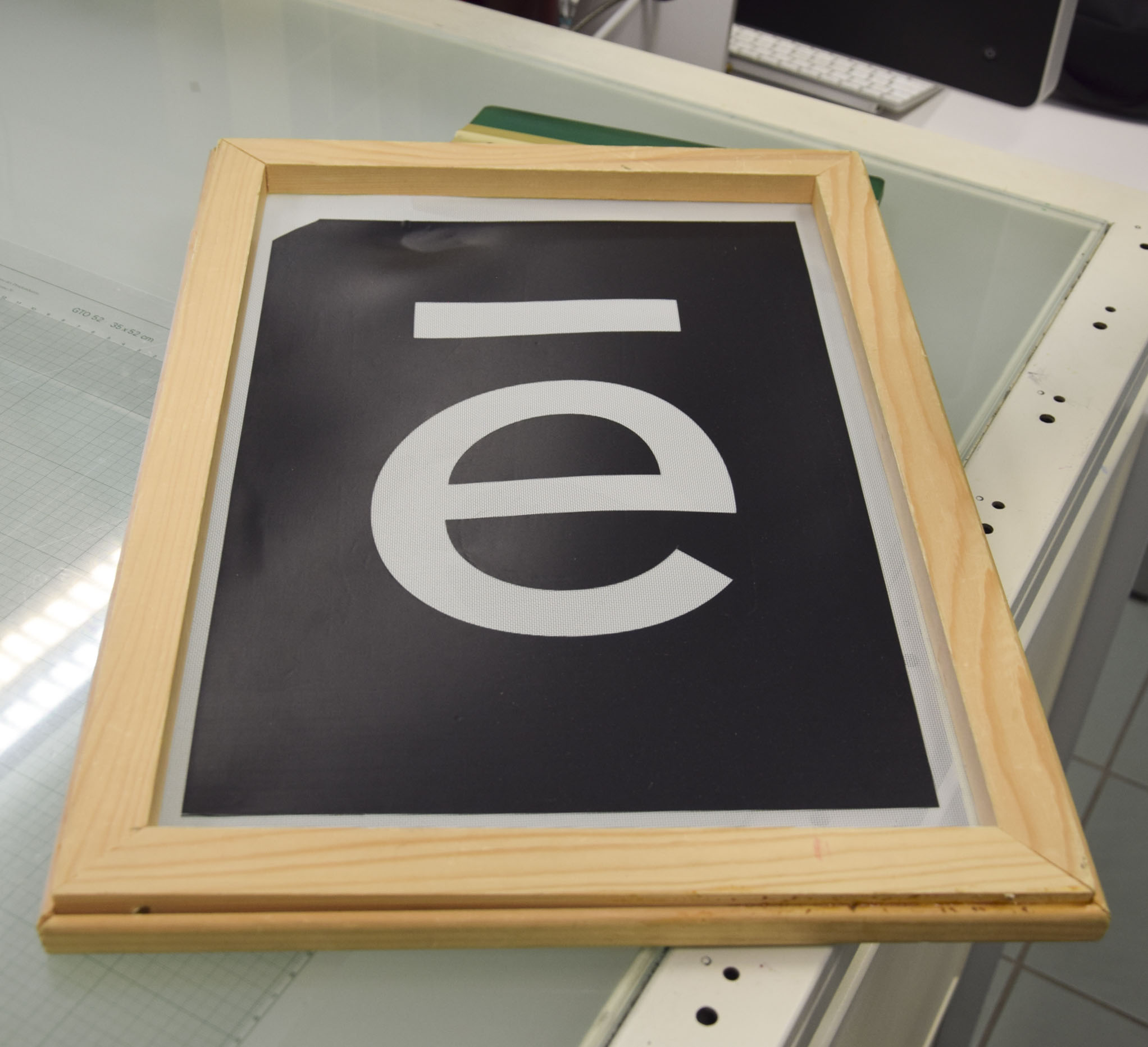
Cadre de sérigraphie
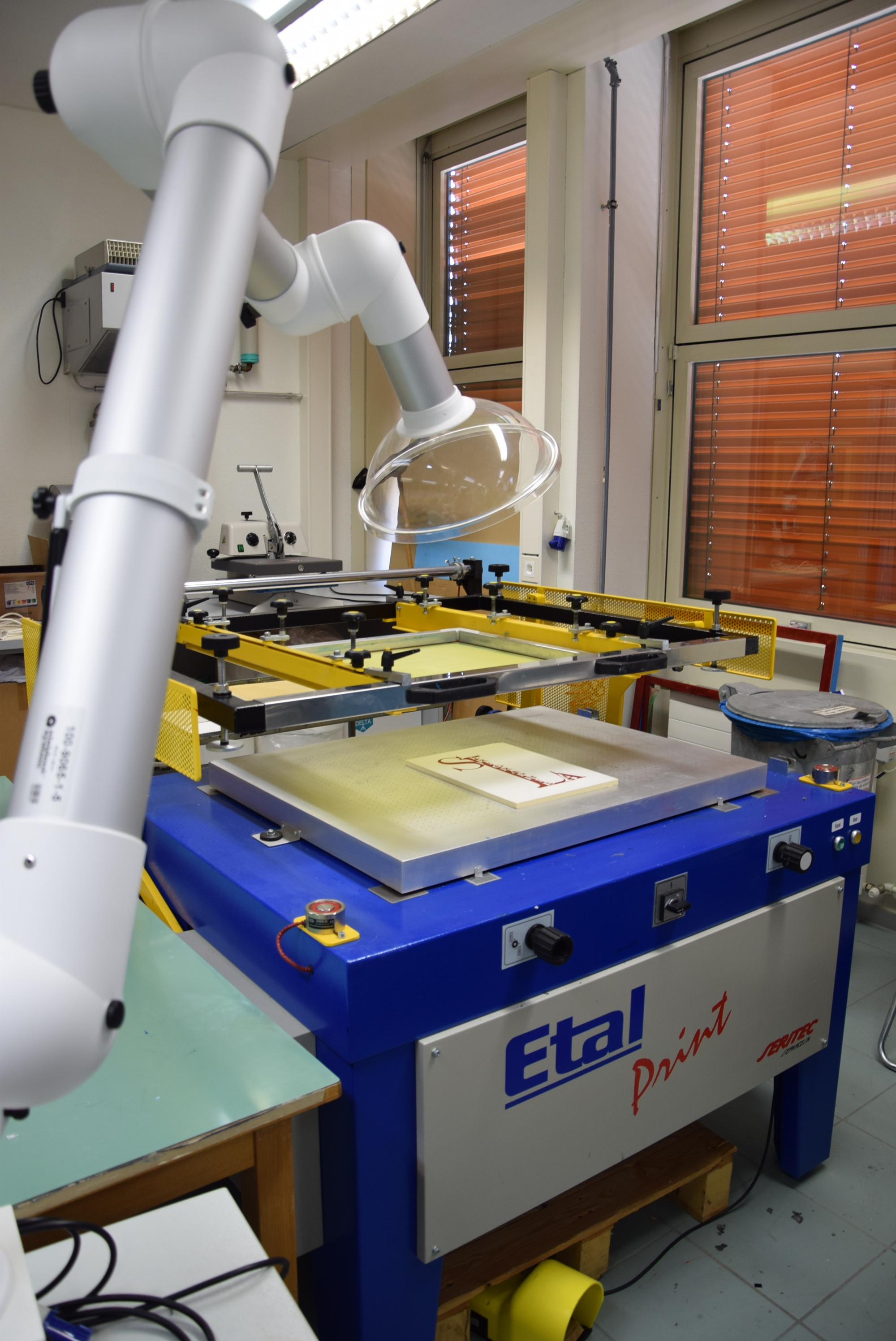
Machine de sérigraphie avec ventilation.
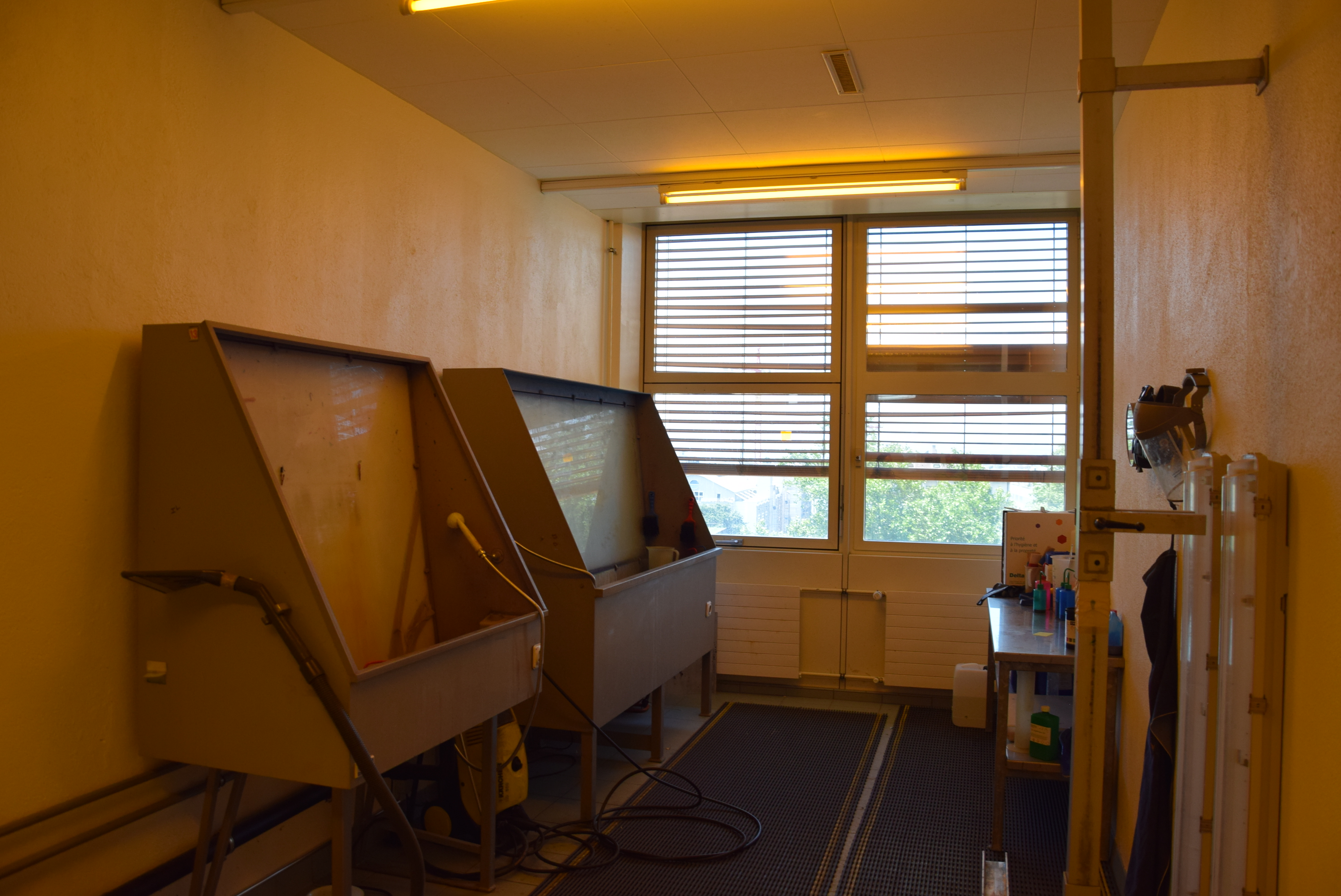
Bacs de lavage de sérigraphie.

## Écran

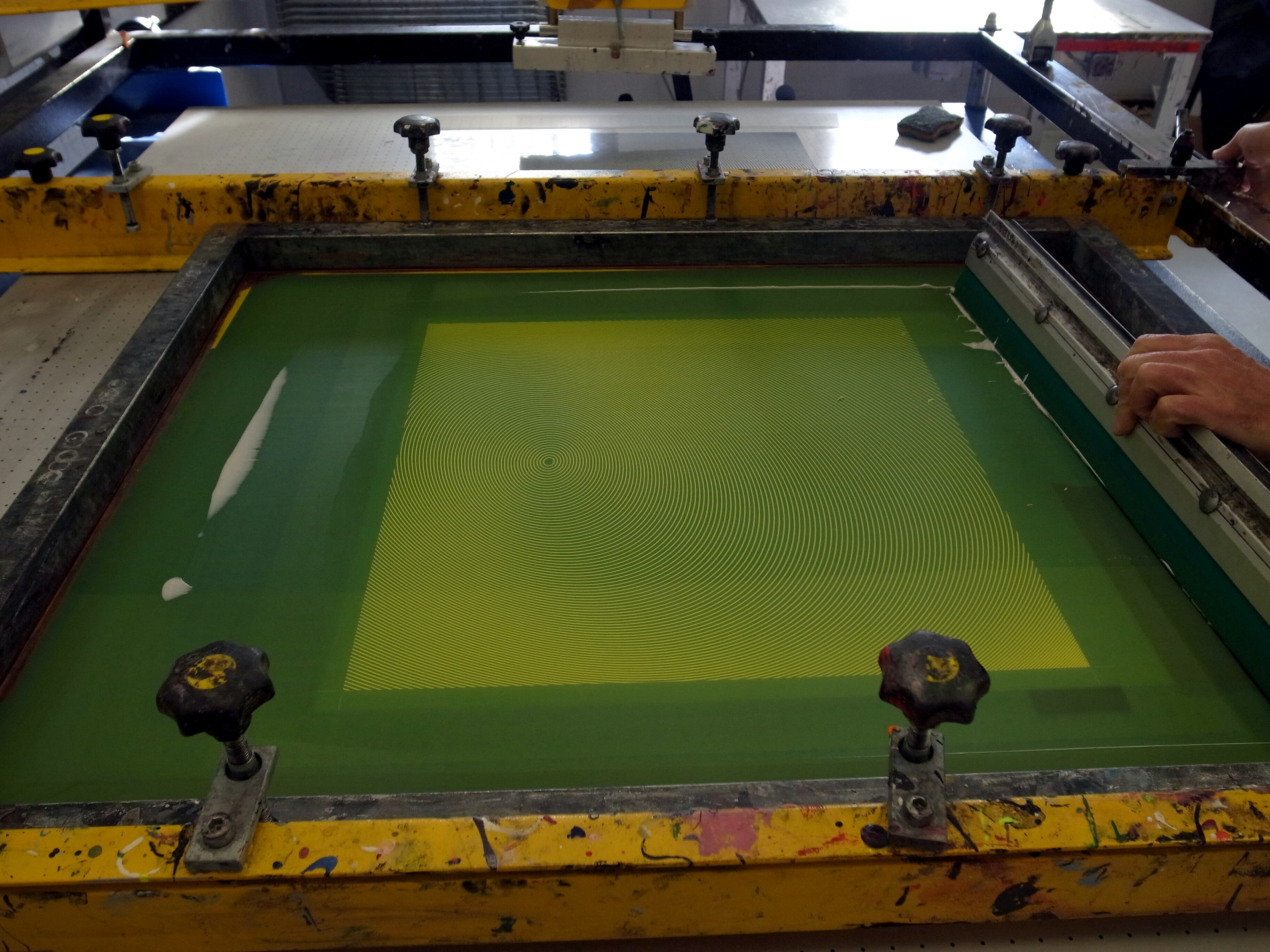
Un écran de sérigraphie insolé, fixé à sa table et prêt à être utilisé

C'est la forme imprimante du procédé d'impression sérigraphique. Il est constitué d'un tissu tendu (anciennement en soie, remplacée par le polyamide et le polyester) et fixé sur un cadre (anciennement en bois, aujourd'hui en aluminium) à l'aide de colles spéciales à deux composantes (colle + durcisseur). Le tissu vierge est uniformément poreux. Il doit être préparé pour que l'impression d'un motif soit possible, c'est le clichage.

La maille de l'écran déterminera la quantité d'encre déposée. Elle est exprimée en nombre de fils au cm : 9, 15, 21, 31, 43, 77 (textile en général) et 90, 120, 150, 180, 200 (autres applications), suit alors le diamètre du fil en micromètres (exemple : 90.040 = 90 fils/cm ; diamètre du fil : 40 micromètres). Plus le nombre de fils est élevé, moins le dépôt est important et plus la finesse est élevée. On utilisera des mailles élevées pour imprimer des détails (à partir de 120/140), des textes fins…
Moins le nombre de fils est élevé (maille 90 par exemple), plus le dépôt sera important. On utilisera des mailles faibles dans le cas d'impressions d'aplats, lorsqu'on souhaite une opacité importante.

## Clichage

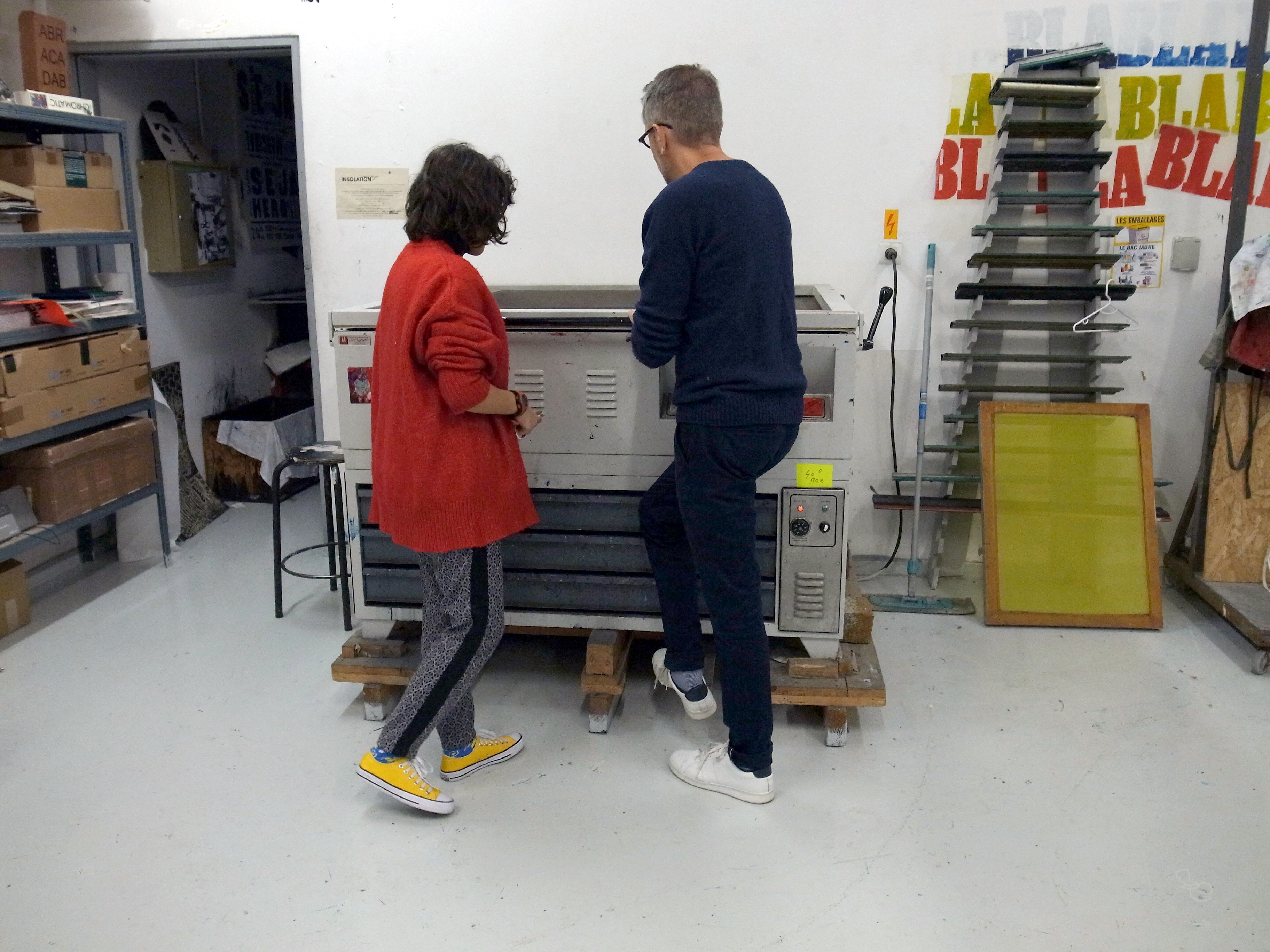
Un enseignant explique le fonctionnement de l'insoleuse à une étudiante, à l'école supérieure d'art du Havre

Le tissu vierge est dans un premier temps entièrement bouché avec une émulsion photosensible, c'est l'enduction.
Une fois sèche, l'émulsion photosensible durcit lorsqu'elle est exposée à un rayonnement ultraviolet, c'est l'insolation.

### Principe élémentaire

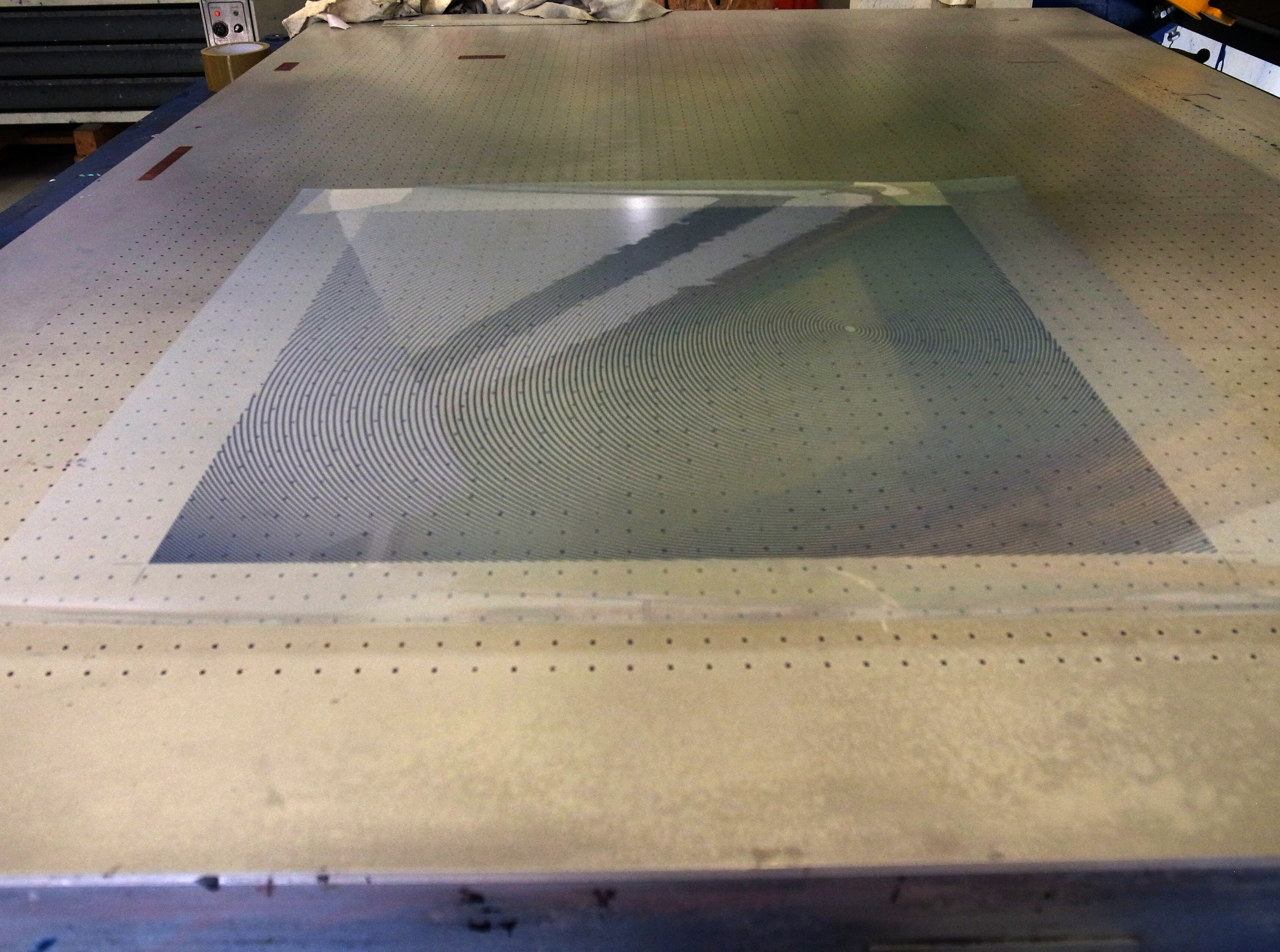
Un typon, placé dans une insoleuse afin d'imprimer l'émulsion photosensible disposée sur la toile d'un écran de sérigraphie

L'émulsion est exposée aux ultraviolets (insolation), sauf là où l'encre est censée traverser les mailles du tissu de l'écran. Les couleurs du motif à imprimer sont donc séparées sur des films transparents et représentées en noir opaque ou en rouge inactinique (qui bloque les rayons ultraviolets) avec un film distinct pour chaque couleur du motif à reproduire. Ce film (aussi appelé typon) est positionné sur l'écran enduit durant l'insolation et permet de bloquer les rayons ultraviolets sur les zones choisies. L'émulsion exposée aux ultraviolets durcit, elle bouche le tissu qui ne laissera pas passer l'encre. L'émulsion protégée des ultraviolets ne durcit pas, on l'enlève avec de l'eau, elle ne bouche pas le tissu et l'encre passe. C'est le principe du pochoir.

### Principe technique
Le processus du durcissement est basé sur le principe de l’oxydoréduction. À l’état initial l'émulsion est riche en électrons et soluble dans l’eau. En présence des sels de métaux lourds comme le bichromate, et sous l’action de la lumière actinique (ultraviolet pour la sérigraphie), il y aura un transfert des électrons de l'émulsion vers le bichromate. L'émulsion change de propriété et devient ainsi insoluble dans l’eau. D’autres molécules comme la colle de poisson et certains polymères de synthèse peuvent donner cette réaction. Certains auteurs disent que le bichromate est en fait un peroxyde qui, sous l’action de la lumière, va se scinder en deux (mécanisme radicalaire).
Lorsque l'insolation est terminée, l'écran est rincé avec de l'eau. L'émulsion non durcie est chassée du tissu, c'est le dépouillement.
Après retouche et correction des éventuels petits défauts, l'écran est prêt pour le tirage.

## Tirage
Deux grands domaines se distinguent : la sérigraphie industrielle (à plat ou rotative) et la sérigraphie textile.

### Sérigraphie industrielle à plat
Le sérigraphe met en repérage l'écran et la matière à imprimer de manière à positionner l'impression à l'endroit souhaité. Il doit faire preuve d'anticipation car les couleurs sont généralement imprimées les unes à la suite des autres avec des séchages intermédiaires (à l'air libre, en étuve ou en tunnel UV selon l'encre utilisée).
Le support à imprimer est maintenu en place contre trois taquets (cales pour positionner les supports toujours au même endroit) ou contre un « calage » réalisé sur mesure sur une table aspirante permettant au support d'être stable.
Une fois l'écran fixé dans la machine d'impression, le sérigraphe doit régler le « hors contact » (distance entre l'écran et le support qui permet d'éviter de « baver » lors de l'impression ou de coller écran/support). Ensuite, l'encre est déposée sur le tissu de l'écran. Une raclette d'impression possédant un côté en plastique souple (polyuréthane par exemple) permet d'appliquer l'encre sur le support au travers des mailles ouvertes du tissu de l'écran. Le sérigraphe ou la machine exerce une pression sur la raclette en « tirant » vers lui d'un déplacement pour parcourir l'intégralité du motif, c'est ce qui donne l'expression de « tirage » (ou raclage). L'opération est réalisée autant de fois qu'il y a de supports et de couleurs à imprimer avec un nettoyage minutieux entre chaque couleur.
Il existe aujourd'hui des machines très performantes qui permettent l'impression de toutes les couleurs en une seule fois. Ces machines sont en fait des assemblages de machines traditionnelles monochromes et des systèmes automatisés assurent la circulation et le repérage des supports à imprimer.

### Sérigraphie textile
Le textile n’est pas une matière rigide mais souple. Il n’est par conséquent pas possible d’imprimer la première couleur, de retirer le textile, de sécher l’encre puis de repositionner le textile au même endroit sans déformation pour imprimer la couleur suivante. Dans le domaine textile, le sérigraphe est obligé d’imprimer toutes les couleurs en une seule fois, c’est-à-dire sans déplacer le support à imprimer. On utilise alors un carrousel sur lequel on fixe tous les écrans. Le textile étant souvent un t-shirt  (mais on peut imprimer aussi bien tout tissu jusqu'à du cuir en quadrichromie), il est enfilé sur une jeannette (gabarit en bois qui représente un buste plat) sur laquelle on a préalablement vaporisé de la colle. L’impression se réalise en suivant le même processus que pour la sérigraphie industrielle à plat.
La gestion du repérage des couleurs entre elles est plus complexe dans le domaine textile car on repère les couleurs à la volée et non pas les unes après les autres.
Aujourd'hui, pour des raisons de qualité et de simplification technique, on utilise de plus en plus le « transfert à chaud » qui consiste à plaquer un film plastique ou papier (préalablement imprimé et enduit de colle) sous une presse (imitant le fer à repasser) qui garantira le transfert de l'impression sur le support.

## Dégravage
Le sérigraphe peut réutiliser un écran pour un autre travail. À l'aide de produits chimiques, le sérigraphe ramollit l'émulsion qui résistait à l'eau (à l'aide d'un solvant, ou d'eau de javel pour les émulsions résistant aux solvants), et chasse cette émulsion du tissu avec un nettoyeur haute pression. Lorsque l'écran est propre, il peut être réutilisé pour un autre travail. Lorsque des petites traces d'encre ou d'émulsion subsistent dans le tissu après le dégravage, on parle d'une image fantôme.

## Environnement
Les entreprises de sérigraphie consomment de grosses quantités d'eau pour leurs processus de fabrication (notamment pour le clichage, le dégravage et les traitements anti-fantômes). Beaucoup d'entre elles choisissent aujourd'hui de retraiter leurs eaux usées pour moins polluer et pour économiser (réutilisation des eaux traitées pour les processus). Les déchets encrés, les solvants de nettoyage ainsi que les vieilles encres sont eux aussi éliminés de plus en plus proprement auprès d'entreprises spécialisées car des organismes de protection de l'environnement comme la DREAL veillent.

## Utilisation dans l’art

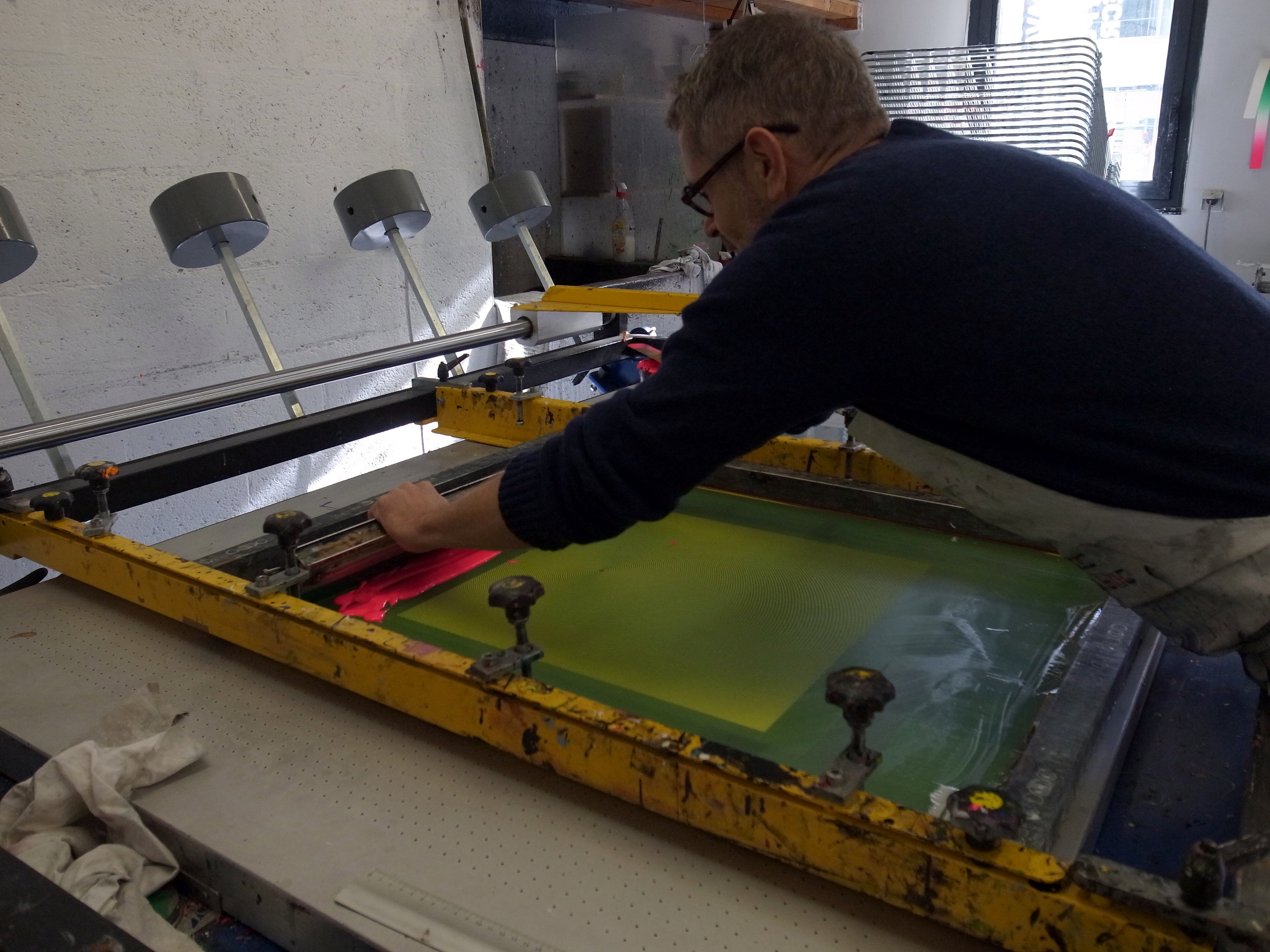
Yann Owens, professeur et responsable de l'atelier multiples à l'école supérieure d'art du Havre, imprime une sérigraphie en appliquant une encre fluo à l'aide d'une racle. Les parties non-bouchées de la toile de l'écran de sérigraphie laissent passer l'encre, qui va se déposer sur la feuille.

La technique est aussi largement employée dans le monde de l’art, notamment par le mouvement Pop art, et son emblème Andy Warhol, pour l’impression sur des toiles. Ses reproductions colorées de Marilyn Monroe tendent à vouloir montrer la marchandisation des artistes dans la société de consommation de son époque. Certains artistes tels que Corita Kent utilisent la méthode d'impression en série comme moyen d'expression ; d'autres pour réaliser leurs affiches de concert comme Frank Kozik ; d'autres encore, avec Print Gocco, utilisent ses principes pour produire des cartes postales pour le Nouvel An japonais.
Les premières manifestations sérigraphiques dans l’impression sur papier se situent vers les années 1920. C’est à Berlin que Kodloff et Biegeleisen en firent la première démonstration, en nommant le procédé « Siebdruck ». À partir de 1938, l’estampe s’empara de la sérigraphie, surtout après l’exposition des « serigraphs » de Guy MacCoy aux États-Unis d’Amérique.